# Ackerhummel
Die Ackerhummel (Bombus pascuorum) ist eine Art der Hummeln (Bombus). Sie wird von der Feld-Kuckuckshummel Bombus (Psithyrus) campestris parasitiert. Die Art ist häufig und nicht gefährdet.

## Merkmale

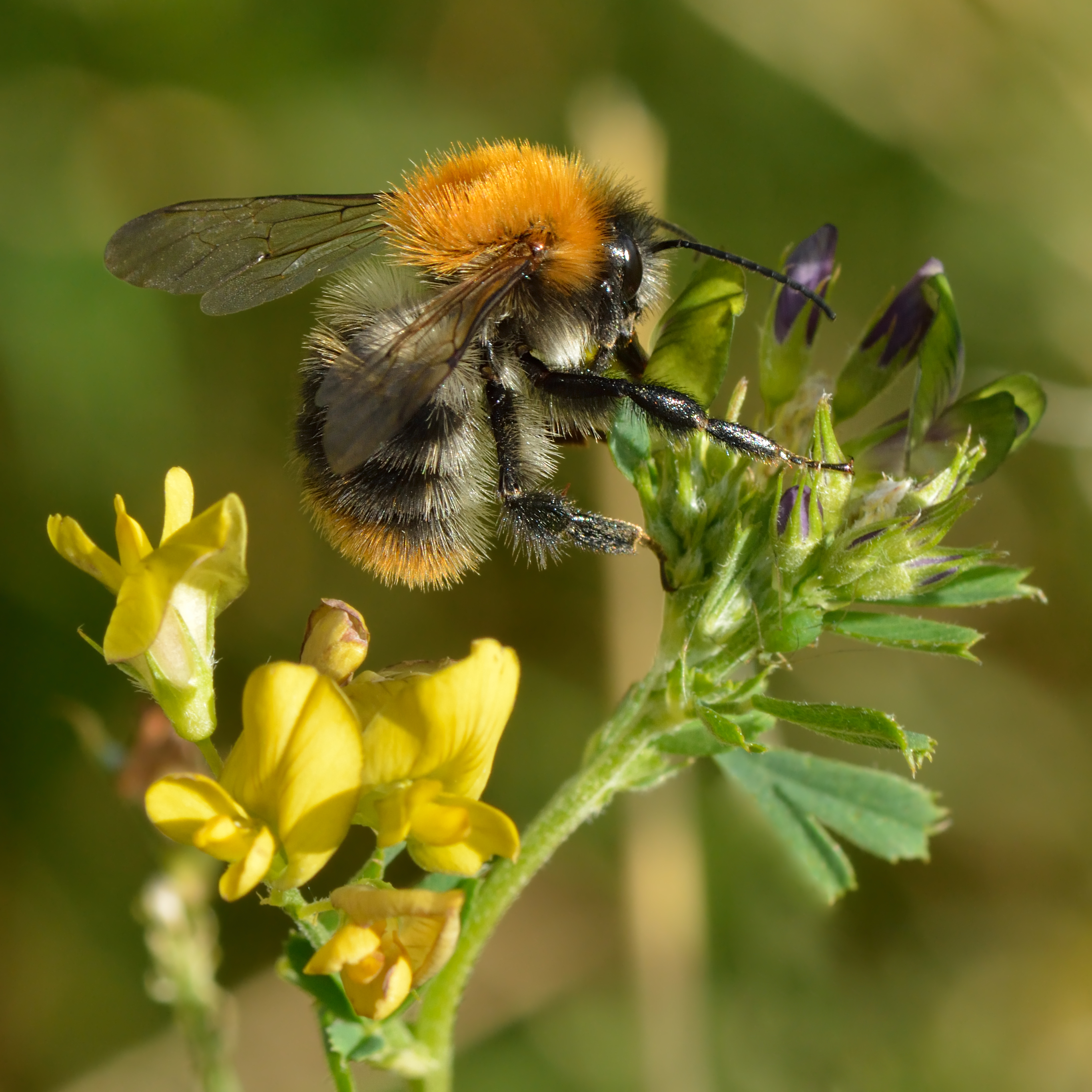
Drohn

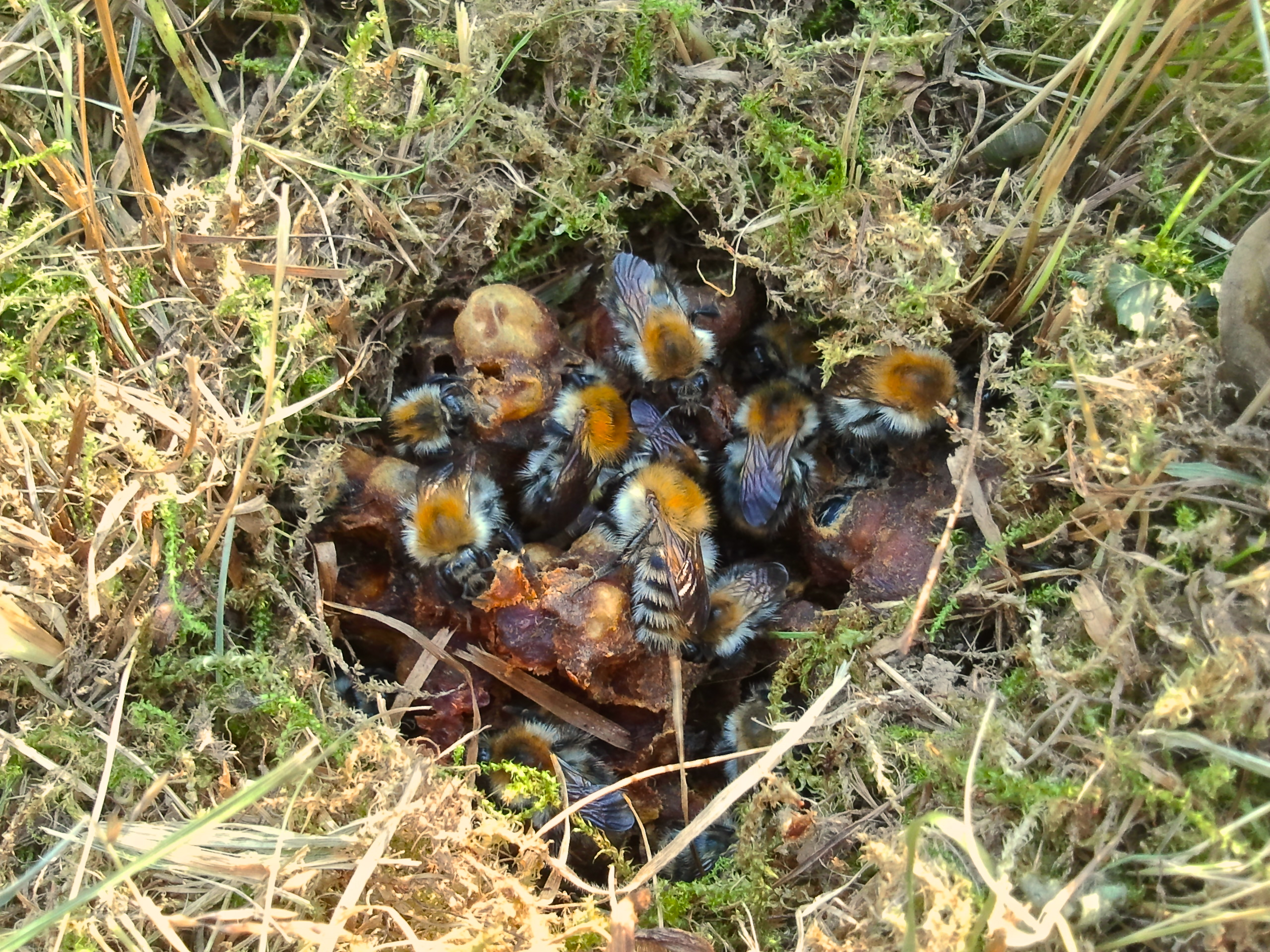
Oberirdisches Ackerhummel-Nest (Obere Wachs-Abdeckung der Nestkugel wurde entfernt)

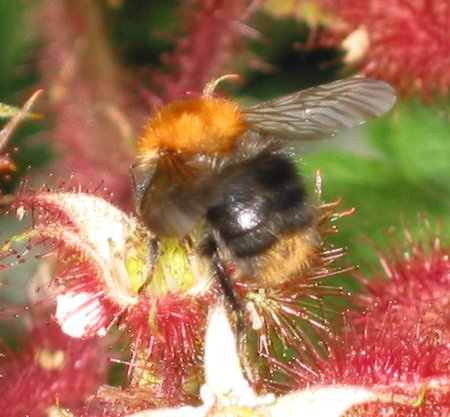
Dunkler Typ

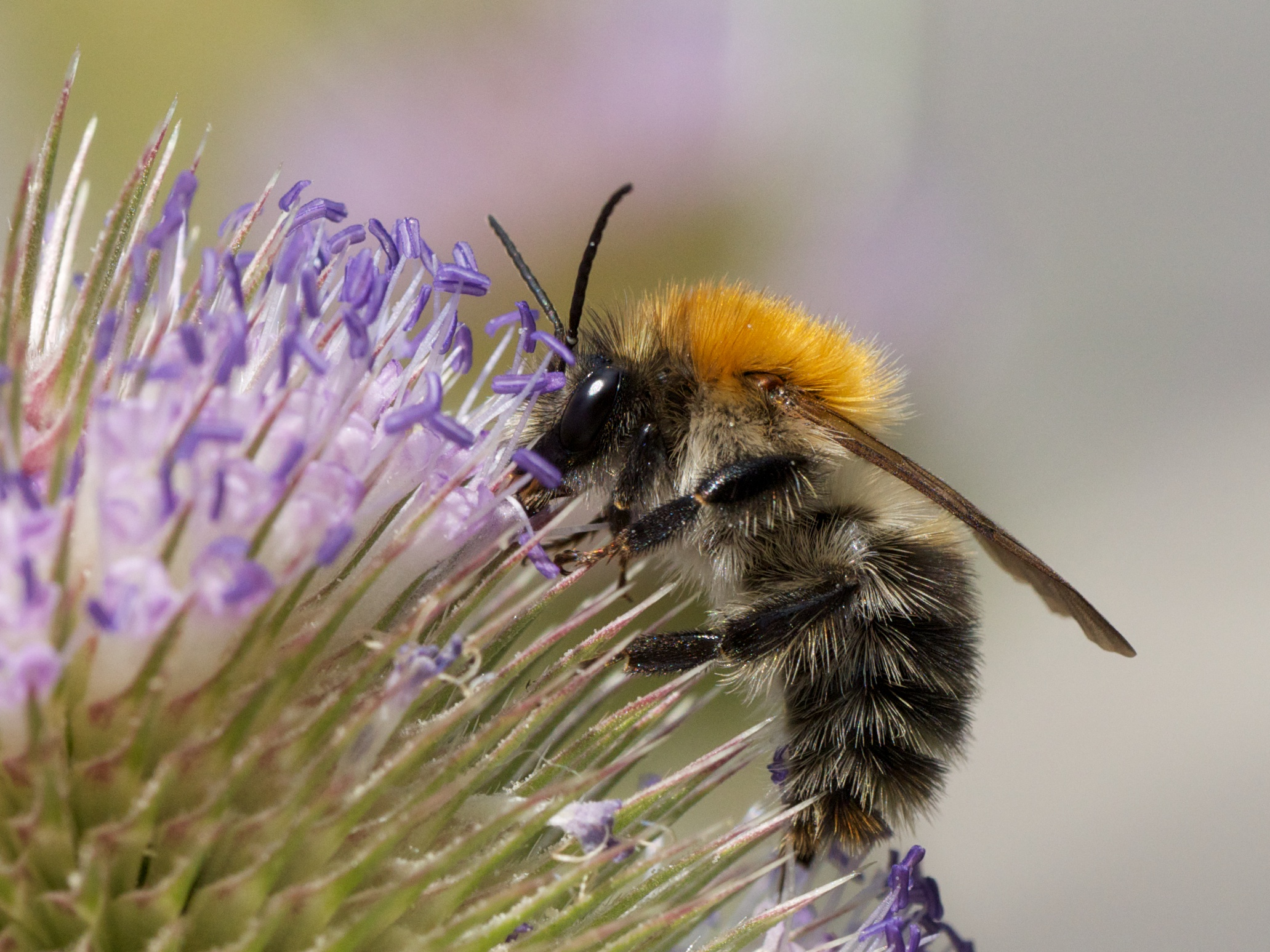
Hellerer Typ

Die Tiere erreichen eine Körperlänge von 15 bis 18 mm (Königin), 9 bis 15 mm (Arbeiterin) bzw. 12 bis 14 mm (Drohn). Ihre Flügelspannweite beträgt 28 bis 32 mm (Königin), 20 bis 28 mm (Arbeiterin) bzw. 24 bis 27 mm (Drohn). Ihr Thorax ist gelblich bis rötlichbraun gefärbt. Der Hinterleib ist vom ersten bis vierten Tergit in unterschiedlichem Ausmaß grauschwarz behaart, wobei die Segmentzwischenräume hell behaart sind, das fünfte und sechste Tergit sind gelblich bis rötlichbraun behaart. Die Art ist in ihrer Färbung variabel, es treten auch Exemplare mit rotbraunem oder grauschwarzem Thorax auf. Ihr Kopf ist mittellang, der Saugrüssel ist lang und erreicht eine Länge von 13 bis 15 mm (Königin), 12 bis 13 mm (Arbeiterin) bzw. 10 bis 11 mm (Drohn). Die Art kann mit der Mooshummel (Bombus muscorum) und der Veränderlichen Hummel (Bombus humilis) verwechselt werden. Ersteren fehlen jedoch schwarze Haare am Thorax oder Flügelansatz, sie haben ein heller gefärbtes Schildchen (Scutellum) und sind länger, dichter und gleichmäßig lang behaart. Individuen der Ackerhummel mit reduzierter schwarzer Behaarung am Hinterleib sind nur schwer von der Veränderlichen Hummel zu unterscheiden.

## Vorkommen und Lebensraum
Die Art ist zwischen der Nordsee und den Alpen bis in eine Höhe von etwa 1700 Metern verbreitet und tritt häufig auf. Sie besiedelt als Ubiquist und anpassungsfähiger Kulturfolger eine große Anzahl verschiedener Lebensräume, wie Wiesen, Weiden, Brachland, Gräben und Böschungen, Straßen-, Weg- und Feldränder sowie Gärten und Parks in urbanen Gebieten und auch Wälder und Waldränder.

## Lebensweise
Königinnen treten von Anfang April bis Mitte Mai auf, Arbeiterinnen ab Ende April/Anfang Mai bis Mitte Oktober. Jungköniginnen und Drohnen findet man ab Mitte August bis Ende Oktober. Die Königinnen erzeugen einen hohen bis mitteltiefen Summton.
Die Königin macht sich kurz nach der ersten Nektaraufnahme auf die Suche nach geeigneten Plätzen zum Nestbau. Dabei fliegt sie knapp über der Vegetation beispielsweise an Waldrändern und untersucht Hohlräume wie Erdlöcher oder Nischen unter Totholz und in Grasbüscheln. Die Art ist sowohl Nestbauer als auch Nestbezieher, und das Nest kann sowohl oberirdisch als auch unterirdisch angelegt werden. Bevorzugt werden alte Mäusenester, aber auch Vogelnester oder Nistkästen werden besiedelt. Auch in Ställen und Schuppen kann man Nester finden.
Zunächst sammelt die Königin Moos, Gras und Ähnliches und zerbeißt es, um daraus eine kleine, hohle Kugel zu formen, deren Wände teilweise mit Wachs verklebt und abgedichtet werden. Anschließend wird aus braunem Wachs ein ungefähr fünf Millimeter großer Napf angefertigt, der mit Pollen gefüllt wird. Auf dem Behälter werden 5 bis 15 Eier abgelegt und dieser anschließend verschlossen. Ein weiterer etwa 20 Millimeter hoher Napf wird mit Nektar gefüllt, der als eigene Nahrungsreserve für Schlechtwettertage dient. Die Larven schlüpfen nach drei bis fünf Tagen und ernähren sich vom Pollenvorrat. Die Königin baut als Pocketmaker an den ersten Napf kleine Wachstaschen an, die ebenso mit Pollen gefüllt und anschließend verschlossen werden und in die sich die Larven von der Seite hineinfressen. Nach und nach entsteht durch den Anbau der Taschen eine blasige Konstruktion mit einem Durchmesser von etwa 20 Millimetern. Nach etwa einer Woche sind die bis dahin gesellig lebenden Larven ausgewachsen und spinnen sich getrennt in gelbliche, pergamentartige Kokons ein. Sie sind anfangs außen mit Wachs des Behälters bedeckt, dieses Wachs wird jedoch von der Königin zum Bau weiterer Näpfe verwendet. Nach ein bis zwei Wochen schlüpfen die adulten Hummeln. Diese sind auf Grund der anfangs schlechten Versorgungslage verhältnismäßig klein, erreichen nur etwa die Hälfte der Körperlänge der Königin und besitzen auch keine funktionsfähigen Eierstöcke. Später schlüpfende Tiere sind deutlich größer. Diese Tiere übernehmen den weiteren Nestbau und die Brutpflege, wodurch sich die Königin einzig der Eiproduktion widmet und das Nest nicht mehr verlässt. Ab August, selten auch schon vorher, schlüpfen die ersten voll entwickelten Weibchen, gleichzeitig mit Drohnen. Drohnen, die als Larven alle aus unbefruchteten Eiern schlüpfen, können sich auch aus Eiern entwickeln, die Arbeiterinnen abgelegt haben. Das Nest erreicht im August die maximale Populationsstärke von 60 bis zu 150 Individuen und hat einen Durchmesser von bis zu 15 bis 20 Zentimetern. Bereits kurz nach dem Höhepunkt geht die Population stark zurück, bis die Königin und mit ihr schließlich das gesamte Nest meist im September stirbt. Gelegentlich überdauern Völker bis in den Oktober/November. Lediglich die zuletzt geschlüpften Weibchen überleben und paaren sich mit Männchen. Sie begeben sich auf die Suche nach einem geschützten Platz zur Überwinterung und gründen schließlich als Jungköniginnen im Frühjahr einen neuen Staat.
Zu den wichtigsten Trachtpflanzen dieser polylektischen Art zählen: Taubnesseln, Schwarznesseln, Echtes Herzgespann, Drüsiges Springkraut, Kohldistel, Wicken, Rot-Klee, Weiß-Klee, Flockenblumen, Eisenhut, Disteln, Bunter Hohlzahn, Johannisbeeren und Obstbäume.

## Belege